# Kleopátra (film, 1963)
Az 1963-as Kleopátra egy színes angol-amerikai-svájci történelmi kalandfilm, melyet Joseph L. Mankiewicz rendezett. Középpontjában a világtörténelem egyik legismertebb személyisége, VII. Kleopátra egyiptomi királynő áll. A nagy fáraónő szerepét a hatvanas évek egyik ikonikus alakja, Elizabeth Taylor kapta; Marcus Antonius szerepében sem kisebb személyiség, mint Richard Burton látható, de a Caius Iulius Caesart alakító Rex Harrison is a kor ünnepelt színészei közé tartozott.
Ez minden idők egyik legdrágább filmje. A monumentális díszletek, a fényűző kosztümök és a stáb munkadíja hatalmas összegeket emésztettek fel. Napjainkra nem csak maga a film, a forgatás is legendássá vált.

## Történet
Családi viszály dúl Egyiptom trónja körül, s Caesarra (Rex Harrison) vár a feladat, hogy Ptolemaiosz és két nővére között igazságot tegyen. Kleopátra (Elizabeth Taylor) szépsége teljesen rabul ejti Caesart, aki a tervezettnél tovább időzik Egyiptomban. Végül azonban Rómába szólítja a kötelessége és rövid időn belül megszilárdítja hatalmát az ellene forduló szenátusban.
Kleopátra (Elizabeth Taylor) Caesar távollétében minden fortélyát beveti Róma imperátorával, Antonius-szal (Richard Burton) szemben, és szépségével elcsábítja a férfit. Caesar mit sem sejt románcukról és népszerűsége csúcspontján meghívja Kleopátrát Rómába, ahol a nép ellenségesen fogadja. A gyönyörű nő azonban páratlan vonzerejével és ravaszságával végül lehengerli Rómát.

## A forgatás körülményei
Elizabeth Taylornak a 20th Century Fox filmvállalat a Kleopátra címszerepéért 1 millió dolláros fizetést ajánlott. Taylor volt az első színész, aki ekkora összeget kapott egy filmszerepért, ügyes ügyvédje pedig olyan szerződést kötött, mely szerint a művésznő a bevétel 10%-át is megkapja, a forgatás időszaka alatt pedig gyakorlatilag minden költségét a Fox fizeti (állítólag Taylor összesen 7 millió dollárt keresett a filmen). A filmgyár elég rossz anyagi helyzetben volt, azt remélték, a Kleopátra éppúgy kihúzza őket a bajból, mint néhány évvel korábban a Ben-Hur (1959) az MGM-et. Ehhez persze egy nagy sztárra volt szükség, és Liz Taylornál alkalmasabb személyt akkoriban nem találtak volna. A rendezésre Rouben Mamouliant kérték fel. Caesar szerepét Peter Finch kapta, Antoniusét pedig a Ben-Hurból is ismert Stephen Boyd. Forgatási helyszínnek Londont választották. Már álltak a díszletek, kezdődhetett volna a munka, amikor Taylor influenzás lett. Állapota az antibiotikumok ellenére fokozatosan romlott, kétoldali tüdőgyulladást kapott. A Fox illetékesei az ideg-összeroppanás határán álltak, hiszen Taylor betegsége több mint százezer dolláros veszteséget jelentett naponta, mivel a címszereplőre majdnem minden jelenetben szükség lett volna. Az orvosok többhetes pihenőt írtak elő a sztárnak. A biztosítótársaságok ragaszkodtak ahhoz, hogy Taylort cseréljék le, ám a Fox elnöke úgy vélte, csak Liz tudja megmenteni a vállalatot a csődtől. Ez az állapot azonban vészesen közeledett: 7 millió dollár körül jártak már a kiadások, miközben a forgatás igazából még el sem kezdődött. A helyzetet súlyosbította, hogy lejárt a Pinewood stúdióval kötött bérleti szerződés, új forgatási helyszínt kellett keresni. A tétlenségbe belefáradt Mamoulian lemondott a rendezésről. A helyére Joseph L. Mankiewicz – a Múlt nyáron, hirtelen rendezője – lépett, aki vállalta a forgatókönyv átírását is. Nem sokkal 28. születésnapja után Elizabeth egyik reggel rosszul lett a szállodai szobájában, levegő után kapkodott: életét csak a gyors gégemetszés mentette meg, amit a szálloda orvosa hajtott végre. Állapota ennek ellenére napokig válságos volt.
Az orvosok féléves pihenőt tanácsoltak. A Fox vezetősége kénytelen volt beletörődni ebbe, és ezt az időt arra használták fel, hogy új díszletet építtessenek Rómában, a Cinecittà stúdióiban. Az már csak hab volt a tortán, hogy mire elkezdődhetett volna az olaszországi forgatás, a két férfi főszereplőnek egyéb kötelezettségei miatt el kellett hagynia a Kleopátra stábját. Caesar szerepét ezután Rex Harrison, Antoniusét pedig Richard Burton kapta. A római forgatás feszített tempóban és feszült hangulatban zajlott. A Fox a költségek miatt türelmetlenkedett, és Mankiewicz csak úgy bírt lépést tartani a filmgyár által diktált tempóval, hogy majdhogynem előző éjszaka írta azt, amit másnap leforgatott. Ez a fajta improvizáció azonban csak növelte a költségeket, hiszen jó néhány, később feleslegesnek bizonyult jelenetet is felvettek emiatt. További problémát jelentett, hogy a forgatáson szerelem bontakozott ki Taylor és Burton között. Mindketten házasok voltak, ezért nagyszabású botrány volt kilátásban, amely kedvezőtlenül befolyásolhatta volna a forgalmazást. A médiának köszönhetően a botrány nem is maradt el: a Vatikán például nyilvánosan elítélte a szerelmespárt, az Egyesült Államokban pedig olyan indítványok hangzottak el, hogy vonják vissza Burton vízumát, Taylort pedig nyilvánítsák nemkívánatos személynek. Az óriási médiacirkusz a várakozásokkal ellentétben pozitív eredménnyel járt: a közönség a premier után tódult a mozikba, hogy lássa a több mint négyórás (eredeti változatában 320 perces!) szuperprodukció botrányos szerelmespárját. A kritikák többsége viszont lesújtó volt, és Taylort – reményeivel ellentétben – nem jelölték újra Oscar-díjra. A közönség érdeklődése is hamar alábbhagyott, és a Kleopátra csak évekkel később vált igazi legendává, és hozta vissza a 44 millió dolláros (2013-as árfolyamon kb. 332,3 millió dollár) gyártási költségét a video- és DVD-forgalmazás révén.

## Szereplők
- Elizabeth Taylor – Kleopátra (magyar hangja 1. Borbás Gabi; 2. Györgyi Anna)[4]
- Richard Burton – Marcus Antonius (magyar hangja 1. Szersén Gyula; 2. Lukács Sándor)
- Rex Harrison – Julius Caesar (magyar hangja 1. Sinkovits Imre; 2. Gáti Oszkár)
- Roddy McDowall – Octavianus (magyar hangja 1. Ujréti László; 2. Schnell Ádám)
- Martin Landau – Rufio (magyar hangja Csernák Lajos)

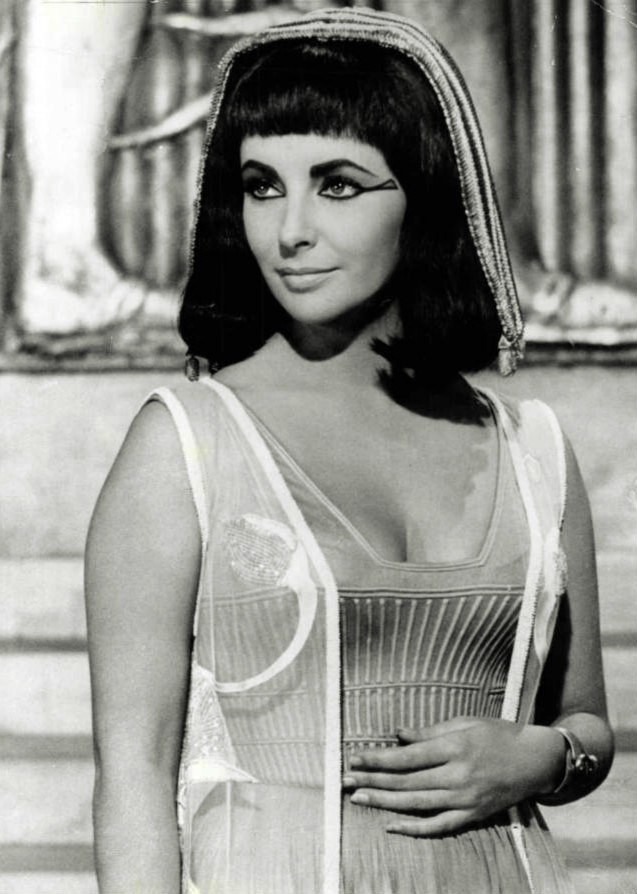
Elizabeth Taylor mint Kleopátra királynő

- Hume Cronyn – Szoszigenész (magyar hangja Cs. Németh Lajos)
- George Colw – Flavius
- Carroll O'Connor – Servilius Casca
- Andrew Keir – Agrippa (magyar hangja Papp János)
- Gwen Watford – Calpurnia Pisonis
- Kenneth Haigh – Brutus (magyar hangja Rosta Sándor)
- Pamela Brown – Főpapnő (2. magyar hangja: Soproni Ági)
- Cesare Danova – Apollodórosz  (magyar hangja Jakab Csaba)
- Robert Stephens – Germanicus (magyar hangja Kautzky Armand)
- Francesca Annis – Eiras
- Richard O'Sullivan – XIII. Ptolemaiosz fáraó (magyar hangja Dányi Krisztián)
- Gregoire Aslan – Pothinus (magyar hangja Barbinek Péter)
- Martin Benson – Ramosz
- Herbert Berghof – Theodotosz (magyar hangja Láng József)
- John Cairney – Phoebus
- Andrew Faulds – Canidius (magyar hangja Konrád Antal)
- Michael Gwynn – Cimber
- Michael Hordern – Marcus Tullius Cicero (magyar hangja Rajhona Ádám)
- John Hoyt – Caius Cassius Longinus
- Marne Maitland – Euphranor
- Ben Wright – Narrátor (a magyar változatban Kulka János)

## Díjak, jelölések
- Oscar-díj (1964) – Legjobb operatőr: Leon Shamroy
- Oscar-díj (1964) – Legjobb vizuális effektusok: Emil Kosa Jr.
- Oscar-díj (1964) – Legjobb jelmeztervezés: Vittorio Nino Novarese, Irene Sharaff, Renié
- Oscar-díj (1964) – Legjobb látványtervezés: Ray Moyer, Maurice Pelling, Boris Juraga, Walter M. Scott, Paul S. Fox, Elven Webb, Herman A. Blumenthal, Hilyard M. Brown, John DeCuir, Jack Martin Smith
- Golden Globe-díj (1964) – Legjobb rendező jelölés: Joseph L. Mankiewicz
- Golden Globe-díj (1964) – Legjobb férfi mellékszereplő jelölés: Roddy McDowall
- Golden Globe-díj (1964) – Legjobb film – drámai kategória jelölés
- Oscar-díj (1964) – Legjobb film jelölés: Walter Wanger
- Oscar-díj (1964) – Legjobb férfi főszereplő jelölés: Rex Harrison
- Oscar-díj (1964) – Legjobb hang jelölés: Fred Hynes, James Corcoran
- Oscar-díj (1964) – Legjobb vágás jelölés: Dorothy Spencer
- Oscar-díj (1964) – Legjobb filmzene jelölés: Alex North
- Oscar-díj (1964) – Legjobb színész – drámai kategória jelölés: Rex Harrison

## Érdekességek
- Elizabeth Taylor 24 karátos aranyruhája – ami Ízisz istennő szárnyaira hasonlít – meglehetősen bonyolult eljárással készült. Rengeteg vékony csíkokra vágott arany színű bőrt, több ezer gyöngyöt és flittert varrtak fel rá a készítők.
- Összesen 26.000 jelmezt készítettek el a filmhez.
- Elizabeth Taylor 65-ször öltözött át a forgatás miatt, ami abban az időben rekordnak számított a filmvásznon.
- Hihetetlen költségvetéssel dolgoztak, csak a ruhákra 194.800 dollárt, mai árfolyamon 1,47 millió dollárt, azaz 332 millió forintot tapsoltak el.
- A film jelmeztervezője, Renie Conley (Irene Sharaff-fal és Vittorio Nino Noverese-vel együtt) elnyerte a legjobb kosztümökért járó Oscar-díjat 1963-ban. A lenyűgöző jelmezeknek köszönhetően Taylorból divatikon lett, a ruhák pedig hitelesen kihangsúlyozták a szépség és a szexualitás történelmi szerepét.
- A film rendkívül nagy hatással volt a hatvanas évek divatjára. Trendi volt kígyós gyűrűt, maxiruhát hordani és geometrikus kleopátra frizurát vágatni. Az úgynevezett „Kleopátra szem” megjelent a smink divatban is, a Revlon például Kleopátrával reklámozta „Sphinx Eyes” névre keresztelt kampányát.
- A Julius Caesart alakító angol származású Rex Harrison olyan nagy sztárok elől lopta el a showt a filmben, mint Elizabeth Taylor és Richard Burton. A My Fair Lady-ben is felbukkanó színészt ugyanis Oscar-díjra jelölték a Legjobb férfi főszereplő és a Legjobb színész-dráma kategóriában is. Burtont állítása szerint nem zavarta Harrison sikere.
- A filmben látható  hadseregnek 8000 pár cipőt készítettek.
- Elizabeth Taylor ikonikus aranyruháját 59 375 dollárért vagyis több mint 14 millió forintért árverezték el 2012-ben. Ezt megelőzőn több ezer dollárért aukcióba bocsátották a színésznő eljegyzési gyűrűjét és hatalmas, 33 karátos gyémántgyűrűjét is, melyet Richard Burtontől kapott ajándékba.
- A női szereplők gyakran panaszkodtak arra, hogy provokatív, feszes és áttetsző ruháik miatt túl sok férfi környékezte meg őket a forgatás alatt. Végül a stúdió egy külön őrt bérelt fel részükre, aki megvédte őket a zaklatásoktól.
- Egy évvel a film bemutatása után, 1964-ben Gerald Thomas angol rendező a Folytassa-filmsorozat keretében elkészítette az amerikai nagyfilm paródiáját, a Folytassa, Kleó-t, a címszerepben Amanda Barrie-vel.